# فيليب كورتيس
فيليب كورتيس (بالإنجليزية: Philip Curtiss)‏ (1885، كونيتيكت في الولايات المتحدة - 1964)؛ روائي أمريكي.